# Ga Deokdu
Ga Deokdu (tiếng Hàn: 덕두역; Hanja: 德斗驛) là ga của Tuyến BGLRT của Busan Metro ở Daejeo-dong, quận Gangseo, Busan, Hàn Quốc.

## Liên kết
- (tiếng Hàn) Thông tin ga từ Tổng công ty vận chuyển Busan